# 艾薩克·牛頓·路易士
艾薩克·牛頓·路易士（英語：Isaac Newton Lewis，1858年10月12日—1931年11月9日）是一名美國陸軍軍官，也是路易士機槍的發明者。

## 生平
路易士於1858年10月12日出生於賓夕法尼亞州新塞勒姆。他於1884年畢業於西點軍校，並被任命為第二砲兵少尉。在他職業生涯的早期，他就已成為軍械方面的權威。1900年，當時的路易士上尉被副總司令亨利·克拉克·柯賓派往歐洲研究這一課題，他的報告促成了野戰砲兵的重新武裝。透過連續晉升，他於1913年8月晉升為海岸砲兵團上校，並於次月因公致殘退休。
1911年，他改進了塞繆爾·麥克萊恩（Samuel Maclean）的原創機槍設計，並開始積極推銷一種後來被簡稱為「路易士機槍」的機槍，在第一次世界大戰中，盟軍、美國海軍以及美國和同盟國的飛機都使用了這種機關槍。起初，美國陸軍對他的新槍並不感興趣，但在英國和法國購買了10多萬支槍用於法國戰壕後，美國陸軍也購買了這些槍。路易士已經是一位富翁，他拒絕了美國參戰後為其製造的槍支的版稅——至少達120萬美元（以2022年價格計算為35,557,320美元）。
他的其他發明還包括時間間隔鐘和信號鐘系統、海岸電池重劃和重新定位系統、自動照準器、用於海岸防禦的快速讀數機械游標、電動汽車照明和風車電動照明系統。
1919年，他被富蘭克林研究所授予埃利奧特·克雷森獎章。
1931年11月9日，路易士在紐澤西州霍博肯的拉克瓦納鐵路終點站等待前往蒙特克萊家中的火車時死於心肌梗塞，享年73歲。

## 外部連結
- Biographical sketch with portrait photo